# المصرفية في سوريا

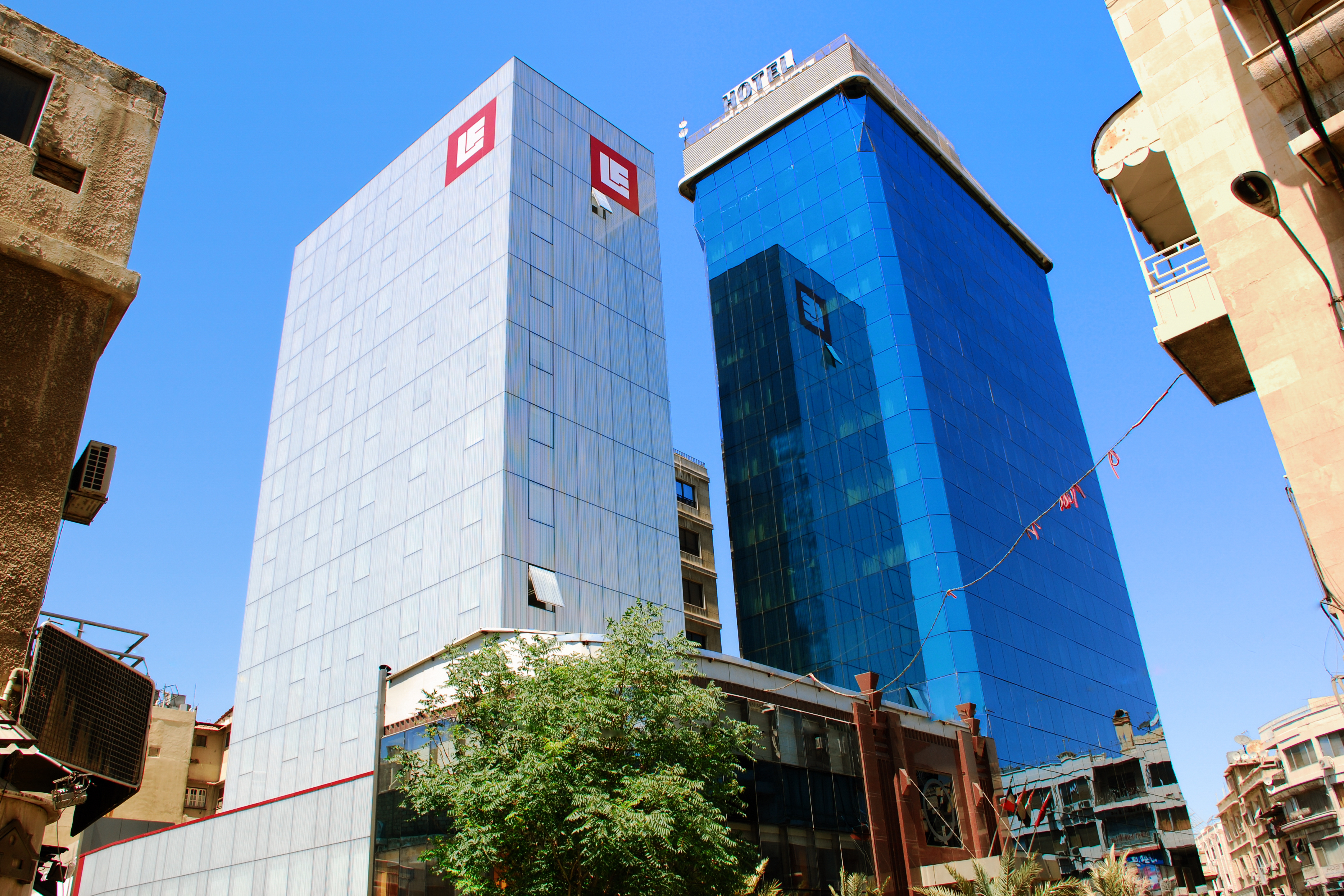
بنك الشرق وفندق بلو تاور في دمشق

تخضع البنوك في سوريا لسيطرة مصرف سوريا المركزي الذي يسيطر أيضًا على جميع العملات الأجنبية والمعاملات التجارية. تم تأميم جميع البنوك التجارية في سوريا عام 1966م. يعطي البنك المركزي الأولوية لإقراض القطاع العام، في حين أن القطاع الخاص غالبًا ما يكون مصارفًا في الخارج, وهي عملية أكثر تكلفة وبالتالي فهي حل ضعيف لاحتياجات التمويل الصناعي. يسافر العديد من رجال الأعمال إلى الخارج لإيداع الأموال أو اقتراضها. وتشير التقديرات إلى إيداع 6 مليارات دولار من قبل سوريين في البنوك اللبنانية.[بحاجة لمصدر]
بدأت الإصلاحات في القطاع المالي في العقد الأول من القرن الحادي والعشرين, بما في ذلك إدخال البنوك الخاصة ومنح التراخيص للبنوك الأجنبية . ومع ذلك, لا يزال الاقتصاد السوري منظم بدرجة عالية. البنوك الأجنبية، على سبيل المثال, يجب أن تكون مشاريع مشتركة، ويسمح بملكية أجنبية بنسبة تصل إلى 49٪, وليس لديها حصة مسيطرة. اعتبارًا من عام 2018م، كان هناك 14 مصرفًا خاصًا، بما في ذلك ثلاثة بنوك إسلامية. كل هذه البنوك لديها شريك استراتيجي أجنبي بشكل رئيسي من لبنان، ولكن أيضًا من الأردن وقطر والمملكة العربية السعودية والكويت والبحرين. تخضع البنوك الأجنبية لعقوبات تفرضها دول مختلفة. لم يكن هناك فروع للمصارف الأجنبية في سوريا ولا يوجد بنك سوري خاص مملوك بنسبة 100٪, رغم أن القوانين تسمح بذلك. أكبر بنك حتى الآن في سوريا هو البنك التجاري السوري المملوك للحكومة.

## تاريخ

### تأميم البنوك
عند الاستقلال, سيطرت البنوك المملوكة لفرنسا وبريطانيا على النشاط المصرفي في سوريا. تولى أكبر بنك, المملوك لفرنسا, بنك سوريا ولبنان (بنك سوريا ولبنان), وظائف البنك المركزي وأصبح بنك إصدار العملة, بالإضافة إلى عملياته التجارية. في عام 1947, انضمت سوريا إلى صندوق النقد الدولي وربطت عملتها بالدولار الأمريكي عند 2.19148 ليرة سورية = 1 دولار أمريكي, وهو المعدل الذي ظل قائماً حتى عام 1961.
بدأ مصرف سوريا المركزي عملياته في عام 1956. إنها تتحكم في الائتمان والبنوك التجارية, وتتحكم في المعروض النقدي, وتصدر الملاحظات, وتعمل كوكيل مالي للحكومة. أيضًا في عام 1956, نتيجة لحرب السويس, تم الاستيلاء على المصالح المصرفية الفرنسية والبريطانية في سوريا كأصول للعدو. في عام 1958, وبعد الاتحاد مع مصر, بدأت الدولة في تعريب النظام المصرفي التجاري وفي عام 1961 نفذت سياسة التأميم المحدود. في عام 1966, أممت الحكومة جميع البنوك التجارية المتبقية في سوريا, والتي تم دمجها في مصرف تجاري موحد لسوريا.
أنشأت الحكومة ستة بنوك متخصصة مملوكة للدولة لتعزيز التنمية الاقتصادية. ولا تزال البنوك الستة تعمل اليوم وهي مصرف سوريا المركزي, والمصرف التجاري السوري, والبنك الزراعي التعاوني, والمصرف الصناعي, وبنك التسليف الشعبي, والبنك العقاري. يقدم كل بنك الأموال إلى قطاع معين ويأخذ الودائع منه. حتى عام 2010, كان البنك التجاري هو البنك الوحيد في سوريا المسموح له بالتعامل بالعملة الأجنبية, وكان مسموحًا له وقادرًا على تمويل التجارة الخارجية. كما يتجه البنك الصناعي أكثر نحو تمويل القطاع العام, على الرغم من قلة رأس ماله.

### الإصلاحات منذ عام 2000
في العقد الأول من القرن الحالي, بدأت سوريا إصلاحات في القطاع المالي . في عام 2001م، قامت سوريا بإضفاء الشرعية على البنوك الخاصة, وكان القطاع في نمو مستمر, رغم أنه لا يزال ناشئًا. أعيد تنشيط مجلس المال والائتمان القديم والبنك المركزي السوري، واستعادا دورهما كصانعي السياسة النقدية والمنظمين. تم منح تراخيص للبنوك الأجنبية في ديسمبر 2002م، بموجب القانون 28 آذار 2001 الذي يسمح بإنشاء بنوك خاصة ومشتركة. يُسمح للأجانب بما يصل إلى 49 ٪ من ملكية البنك, ولكن لا يجوز لهم امتلاك حصة مسيطرة. تم افتتاح سوق دمشق للأوراق المالية في آذار 2009.
اتخذت سوريا خطوات تدريجية لتخفيف القيود على الصرف الأجنبي . في عام 2003، ألغت الحكومة تجريم استخدام القطاع الخاص للعملات الأجنبية, وفي عام 2005 سمحت للمصارف الخاصة المرخصة ببيع كميات محددة من العملات الأجنبية للمواطنين السوريين في ظل ظروف معينة وللقطاع الخاص لتمويل الواردات. في تشرين الأول 2009, خففت سوريا القيود المفروضة على تحويل العملات من خلال السماح للسوريين المسافرين إلى الخارج بسحب ما يعادل 10000 دولار أمريكي من حساباتهم بالليرة السورية. من الناحية العملية, يسمح القرار للبنوك المحلية بفتح حسابات بحد أقصى 10،000 دولار أمريكي يمكن لعملائها استخدامها لبطاقات الدفع الدولية الخاصة بهم. يمكن لأصحاب هذه الحسابات سحب ما يصل إلى 10000 دولار أمريكي شهريًا أثناء السفر إلى الخارج.
لجذب الاستثمار وتسهيل الحصول على الائتمان, سمحت الحكومة للمستثمرين في عام 2007 بالحصول على قروض وأدوات ائتمانية أخرى من البنوك الأجنبية, وسداد القروض وأي فوائد متراكمة من خلال البنوك المحلية باستخدام عائدات المشروع. في فبراير 2008, سمحت الحكومة للمستثمرين بتلقي قروض بالعملات الأجنبية من البنوك الخاصة المحلية لتمويل الاستثمارات الرأسمالية . يسمح القانون الصادر في عام 2006 بتشغيل شركات الصرافة الخاصة. ومع ذلك، لا يزال هناك سوق سوداء للعملات الأجنبية.
في يناير 2010, كان هناك 13 مصرفاً خاصاً، بما في ذلك بنكان إسلاميان. في عام 2018, كان هناك 14 بنكًا تجاريًا خاصًا, منها ثلاثة بنوك إسلامية.

### العقوبات الدولية
كان البنك المركزي السوري خاضعًا للعقوبات الأمريكية منذ مايو/أيار 2004، بموجب المادة 311 من "قانون باتريوت آكت"، وذلك بعد اتهامه بغسل الأموال. وقد أدّت هذه العقوبات إلى عزله عن النظام المالي العالمي، مما زاد من اعتماد سوريا على البنوك اللبنانية والأوروبية، نتيجة حظر التعاملات بين المؤسسات المالية الأمريكية والبنك المركزي السوري، وهو ما خلق طلبًا متزايدًا على قنوات التحويل غير المباشرة بالدولار الأمريكي.
وبعد اندلاع الحرب الأهلية السورية في مارس/آذار 2011، فُرضت على سوريا عقوبات إضافية من قبل الولايات المتحدة وكندا والاتحاد الأوروبي وتركيا، وشملت كيانات حكومية ومصرفية، من بينها البنك المركزي، الذي خضع لاحقًا أيضًا للعقوبات بموجب "قانون قيصر"، الذي دخل حيّز التنفيذ في 17 يونيو/حزيران 2020.
إلا أن هذه العقوبات رُفِعت تدريجيًا بعد تغيّر الظروف السياسية في البلاد. فمع تشكيل حكومة انتقالية جديدة في أواخر عام 2024، بدأت الولايات المتحدة والدول الغربية بتخفيف العقوبات. وفي 1 يوليو/تموز 2025، ألغت وزارة الخزانة الأمريكية رسميًا العقوبات المفروضة على البنك المركزي السوري وعدد من البنوك الحكومية الأخرى، وأُزيلت من قائمة العقوبات (SDN)، مما سمح بعودة التعاملات المالية الدولية معها. كما تبِع ذلك خطوات مماثلة من الاتحاد الأوروبي والمملكة المتحدة خلال النصف الأول من عام 2025.

للالتفاف على العقوبات، كان السوريون يُنفّذون المعاملات الخارجية من خلال البنوك في البلدان المجاورة وخاصة لبنان, ولكن جعلهم أيضًا عرضة للاضطرابات الاقتصادية في تلك البلدان. منذ بداية الحرب الأهلية, وبسبب العقوبات الدولية, كان هناك انتقال للأموال من البلاد إلى البلدان المجاورة.

### سعر صرف العملات
تحافظ الحكومة على سعري صرف رسميين للعملة السورية, الليرة السورية - معدل تعتمد عليه الميزانية وقيمة الواردات والجمارك والمعاملات الرسمية الأخرى, والثاني يحدده مصرف سوريا المركزي. على أساس يومي يغطي جميع المعاملات المالية الأخرى. كان سعر الصرف حوالي 50 ليرة سورية إلى 1 دولار أمريكي معتادًا في أوائل العقد الأول من القرن الحالي, وهو يخضع للتقلبات. انخفض سعر الصرف الرسمي لليرة من 47 ليرة سورية = 1 دولار أمريكي قبل اندلاع الحرب الأهلية السورية في آذار 2011 إلى 700 في آذار 2020 و 1250 في حزيران 2020. كان السعر الرسمي 515 ليرة سورية في تموز 2017, عندما تم تغيير ربط الليرة السورية إلى صندوق النقد الدولي (حقوق السحب الخاصة), الرغم من أن السعر يميل إلى أن يقتبس بالنسبة للدولار الأمريكي. كان السعر الرسمي في 2 ديسمبر 2019 هو 434 ليرة سورية = 1 دولار أمريكي, و 471.53 ليرة سورية = 1 دولار أمريكي في 1 سبتمبر 2020.
السوق السوداء هي المصدر الوحيد للعملات الأجنبية للمواطنين السوريين الراغبين في السفر للخارج, وكذلك لمن يحاول الالتفاف على العقوبات من خلال إجراء معاملات خارجية من خلال بنوك في دول مجاورة أو يريدون الاحتفاظ بالنقود خارج البلاد.
انخفضت قيمة العملة بشكل كبير, خاصة منذ بداية الحرب الأهلية السورية, واستمرت في الانخفاض أكثر. في 29 تشرين الثاني 2019, عقب الاحتجاجات اللبنانية, كان سعر السوق السوداء 765 ليرة سورية = 1 دولار أمريكي, بانخفاض قدره 30٪ منذ بدء الاضطرابات في لبنان قبل شهر, حيث دفعت الاحتجاجات البنوك اللبنانية إلى فرض ضوابط صارمة على عمليات سحب العملة الصعبة. والتحويلات إلى الخارج, مما يجعل من الصعب على السوريين الوصول إلى الأموال التي يحتفظون بها في تلك البنوك. انخفض سعر السوق السوداء إلى 950 ليرة سورية في 2 ديسمبر 2019, بانخفاض آخر بنسبة 25٪, بينما كان السعر الرسمي 434 ليرة سورية = 1 دولار أمريكي.
في 13 يناير 2020, تدهورت العملة أكثر, حيث تم تداول أكثر من 1000 ليرة سورية بدولار واحد في السوق السوداء, بينما استمر السعر الرسمي عند 434 ليرة سورية. خلال جائحة فيروس كورونا في سوريا, استمرت الليرة السورية في الانخفاض مقابل الدولار الأمريكي في السوق السوداء, حيث كان الدولار الواحد يعادل أكثر من 1600 ليرة سورية في مايو 2020. بعد شهر تجاوزت الليرة السورية 2000 ليرة مقابل الدولار وبعد أيام قليلة تجاوزت 3000 ليرة مقابل الدولار. عاد إلى سعر الصرف عند حوالي 2500 ولم يصل بعد إلى 3000 حتى أوائل عام 2021.
في حزيران 2020, اعتمدت السلطات المحلية المناهضة للحكومة في محافظة إدلب الليرة التركية بدلاً من الليرة السورية المتراجعة.